# Тавушская епархия
Тавушская епархия Армянской Апостольской церкви (арм. Տավուշի թեմ) — действующая епархия Армянской Апостольской церкви Эчмиадзинского католикосата, в юрисдикцию которой входит Тавушская область Армении. Центром является город Иджеван, церковь Святого Нерсеса Шнорали. Предводителем епархии является архиепископ Баграт Галстанян.
Тавушская епархия была выделена из состава Гугаркской епархии в 2010 году указом католикоса всех армян Гарегина II.

## Церкви и монастыри

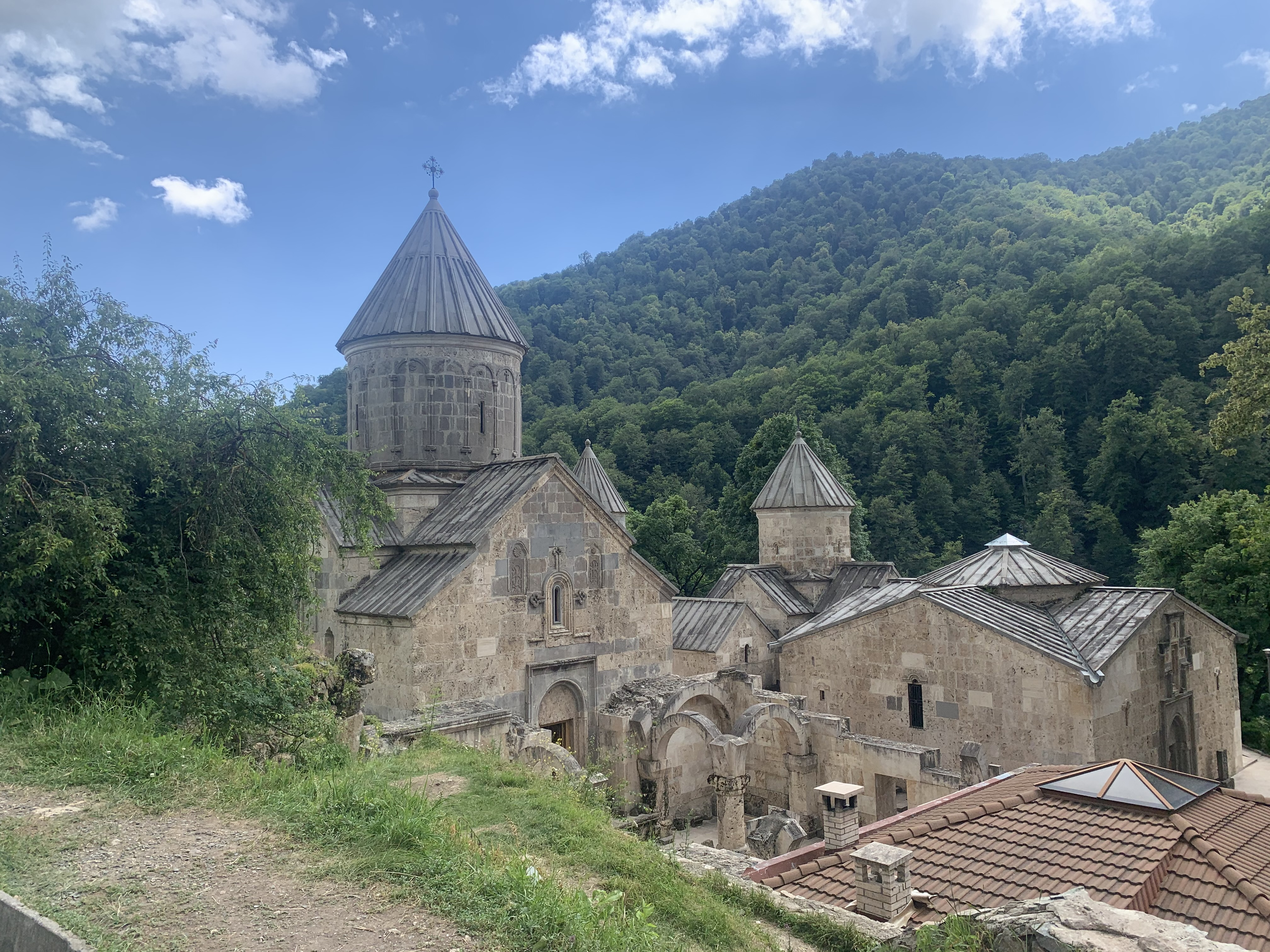
Монастырь Агарцин
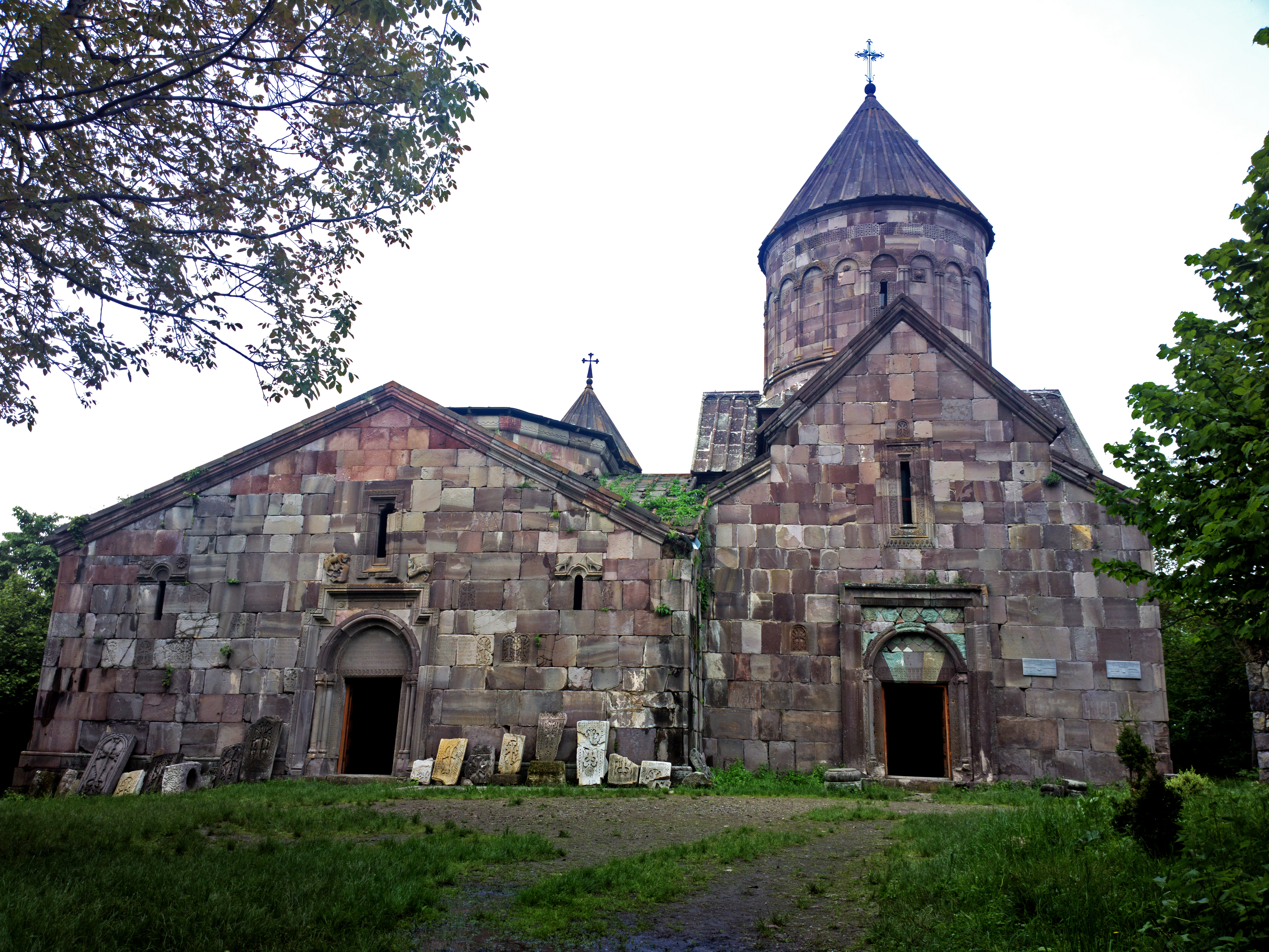
Монастырь Макараванк
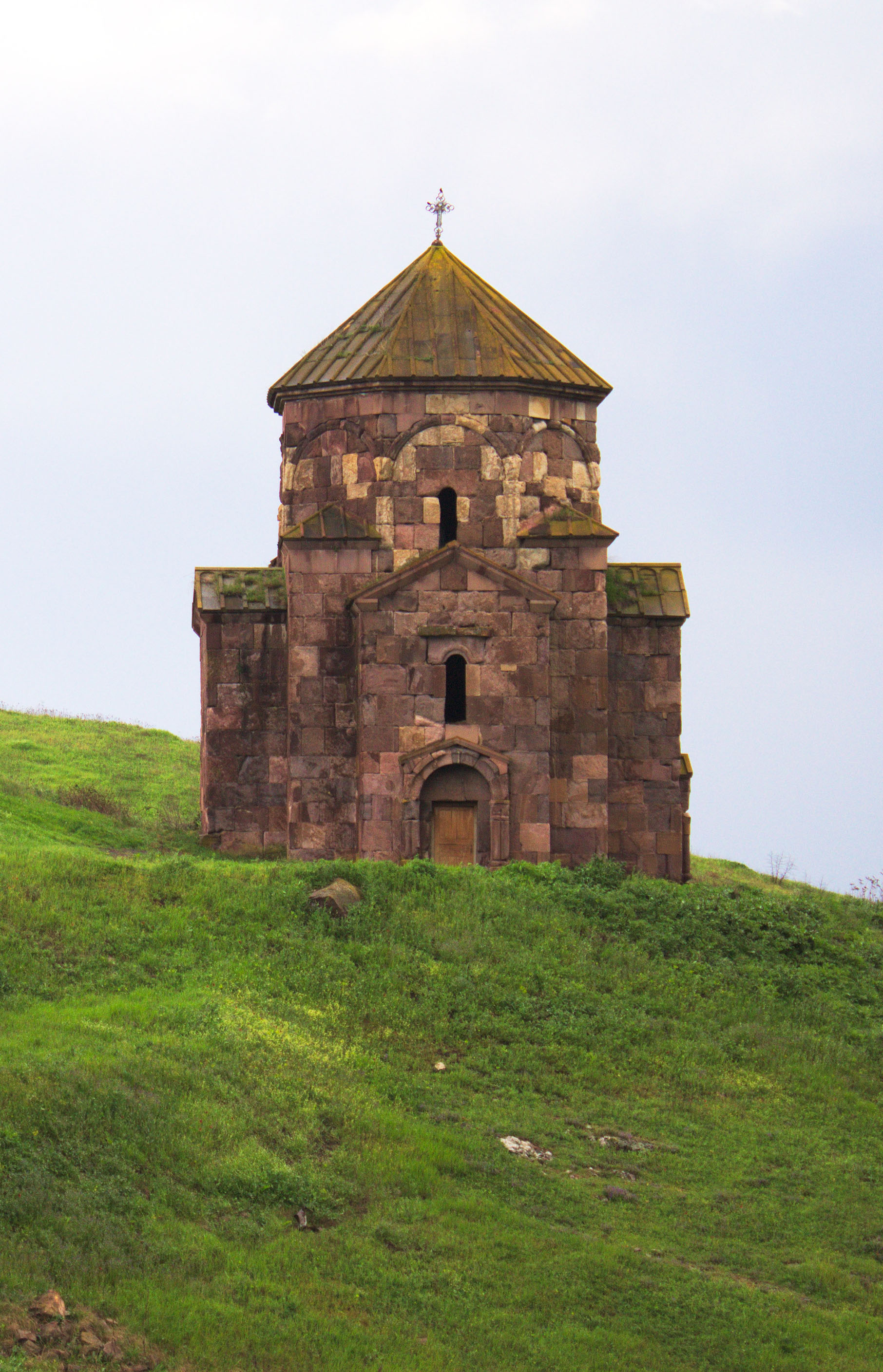
Церковь Святой Богородицы